# Solenopsis duboscqui
Espèce
Solenopsis duboscqui est une espèce de fourmis du genre Solenopsis, de la sous-famille des Myrmicinae.

## Taxonomie
L'espèce est décrite par l'entomologiste français Francis Bernard en 1950 après qu'il a prospecté dans le massif des Albères.
L'holotype de l'espèce est récolté près de la tour Madeloc, située à 650 m d'altitude, sur la commune de Collioure, dans les Pyrénées-Orientales. D'autres spécimens sont récoltés dans la même région au Puig Joan (entre Banyuls-sur-Mer et Port-Vendres) et à la grotte de la Poada.

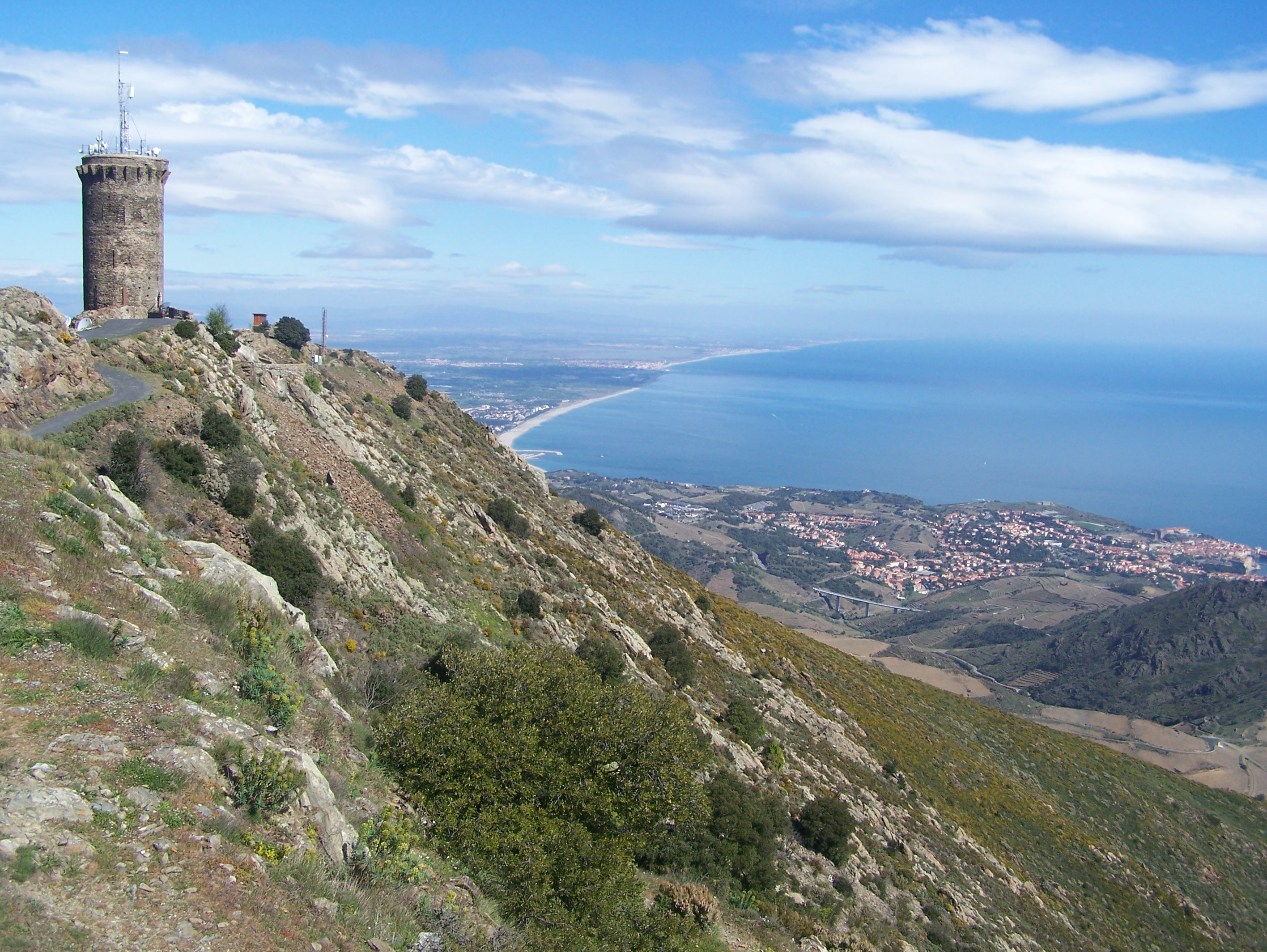
La tour Madeloc et ses environs.

L'espèce est dédiée au zoologiste Octave Duboscq, qui avait jadis dirigé le laboratoire Arago de Banyuls-sur-Mer, situé sur la Côte Vermeille au pied des Albères.
Une étude de 2010 propose cette espèce comme un synonyme possible de Solenopsis fugax.